# Tomasz Tomiak
Tomasz Piotr Tomiak (Nowy Tomyśl, 17 de septiembre de 1967-Gdańsk, 21 de agosto de 2020) fue un deportista polaco que compitió en remo.
Participó en los Juegos Olímpicos de Barcelona 1992, obteniendo una medalla de bronce en la prueba de cuatro con timonel. Ganó dos medallas en el Campeonato Mundial de Remo, bronce en 1991 y plata en 1993.
Estudió en la Academia de Educación Física y Deporte de Gdańsk (AWFiS). Se retiró de la competición en 1995. Entre 2001 y 2008 ejerció diferentes cargos en la Asociación Polaca de Remo. Posteriormente, trabajó como investigador en la AWFiS. Falleció a los 52 años por problemas cardiovasculares.

## Palmarés internacional
| Juegos Olímpicos   | Juegos Olímpicos         | Juegos Olímpicos  | Juegos Olímpicos   |
| Año                | Lugar                    | Medalla           | Prueba             |
| ------------------ | ------------------------ | ----------------- | ------------------ |
| 1992               | Barcelona (España)       | Medalla de bronce | Cuatro con timonel |
| Campeonato Mundial |                          |                   |                    |
| Año                | Lugar                    | Medalla           | Prueba             |
| 1991               | Viena (Austria)          | Medalla de bronce | Cuatro con timonel |
| 1993               | Račice (República Checa) | Medalla de plata  | Cuatro sin timonel |